# Miguel Manzi
Miguel Manzi (Montevideo, 1957) es un abogado y político uruguayo, perteneciente al partido Colorado.

## Carrera política
Actúa en política desde 1980 cuando inició su militancia en el partido Colorado abogando por el “NO” al plebiscito constitucional de la dictadura que regía el país.
En 1980 fue cofundador de la Corriente Batllista Independiente. En 1982 fue cofundador de la agrupación política “Libertad y Cambio” y en 1984 fue coordinador de comunicaciones en la exitosa campaña política de la Lista 85. 
Entre 1982 y 1995 fue Convencional Nacional y Departamental por Montevideo del Partido Colorado; en esos mismos años se especializó en comunicaciones y marketing político, realizando cursos y seminarios en Uruguay, Argentina, EE. UU., España, Italia y el Reino Unido. 
Reinstalada la democracia, fue Diputado por Montevideo durante 4 de los 5 años del primer período de gobierno, entre 1985 y 1990.
Entre 1991 y 1995 fue codirector del semanario “SobreTodo”, alternando con consultorías electorales para la OEA en Honduras, Panamá y Perú. En 1995 fue contratado por la OEA como Oficial a Cargo de la Agencia Especializada en Compras y Contrataciones para el Programa Nacional de Gobernabilidad de Bolivia, pasando a residir en La Paz. 
En 1999 fue contratado por el BID para diseñar y coordinar el Programa de Eficiencia y Transparencia en las Compras y Contrataciones del Estado en Honduras, trasladándose a Tegucigalpa. En 2001 fue designado Especialista en Reforma del Estado y Sociedad Civil del BID en Honduras, administrando y supervisando programas de seguridad ciudadana en apoyo a las ciudades de Tegucigalpa y San Pedro Sula, programas de asistencia al Congreso Nacional de Honduras, programas de ajuste estructural y programas regionales con partidos políticos y organizaciones de sociedad civil. 
En 2005 fue trasladado a la sede del BID en Washington donde se desempeñó primero como Coordinador de País para Nicaragua y más tarde como coordinador para el Proyecto Mesoamérica, programa de integración regional para los diez países desde México hasta Colombia más República Dominicana. En 2009 regresó a Tegucigalpa a cargo de la Representación del BID en Honduras, donde permaneció hasta 2011, cuando renunció al Banco para volver a radicarse definitivamente en Uruguay.
Como representante del BID en Honduras tuvo bajo su responsabilidad la programación y supervisión de una cartera de más de 120 proyectos, entre préstamos y cooperaciones técnicas, por un monto de 1000 millones de dólares.
En 2011 renunció al BID y retornó a Uruguay, donde a partir de 2012 se dedicó a promover la coalición de blancos y colorados para disputar la intendencia de Montevideo. Esta iniciativa se concretó en las elecciones departamentales de 2015, tras el acuerdo de los partidos Colorado y Nacional para constituir el Partido de la Concertación.
Desde 2012 publica columnas de opinión en Montevideo Portal y en el semanario Opinar, y desde 2016 es panelista permanente en la Tertulia de radio El Espectador, conducida por Daniel Castro. Estos materiales, entrevistas y colaboraciones ocasionales en otros medios, pueden encontrarse en el blog “Proyecto Montevideo” (http://miguelmanzi.com)
En las elecciones internas de los partidos políticos de 2014, resultó elegido convencional nacional y departamental del Partido Colorado por la agrupación Batllismo Abierto, acompañando al diputado Ope Pasquet.